# Ямельн
Ямельн (нем. Jameln) — община в Германии, в земле Нижняя Саксония.
Входит в состав района Люхов-Данненберг. Подчиняется управлению Эльбталауэ. Население составляет 1097 человек (на 31 декабря 2010 года). Занимает площадь 35,84 км².
После муниципальной реформы 1972 года коммуна состоит из 10 сельских округов:

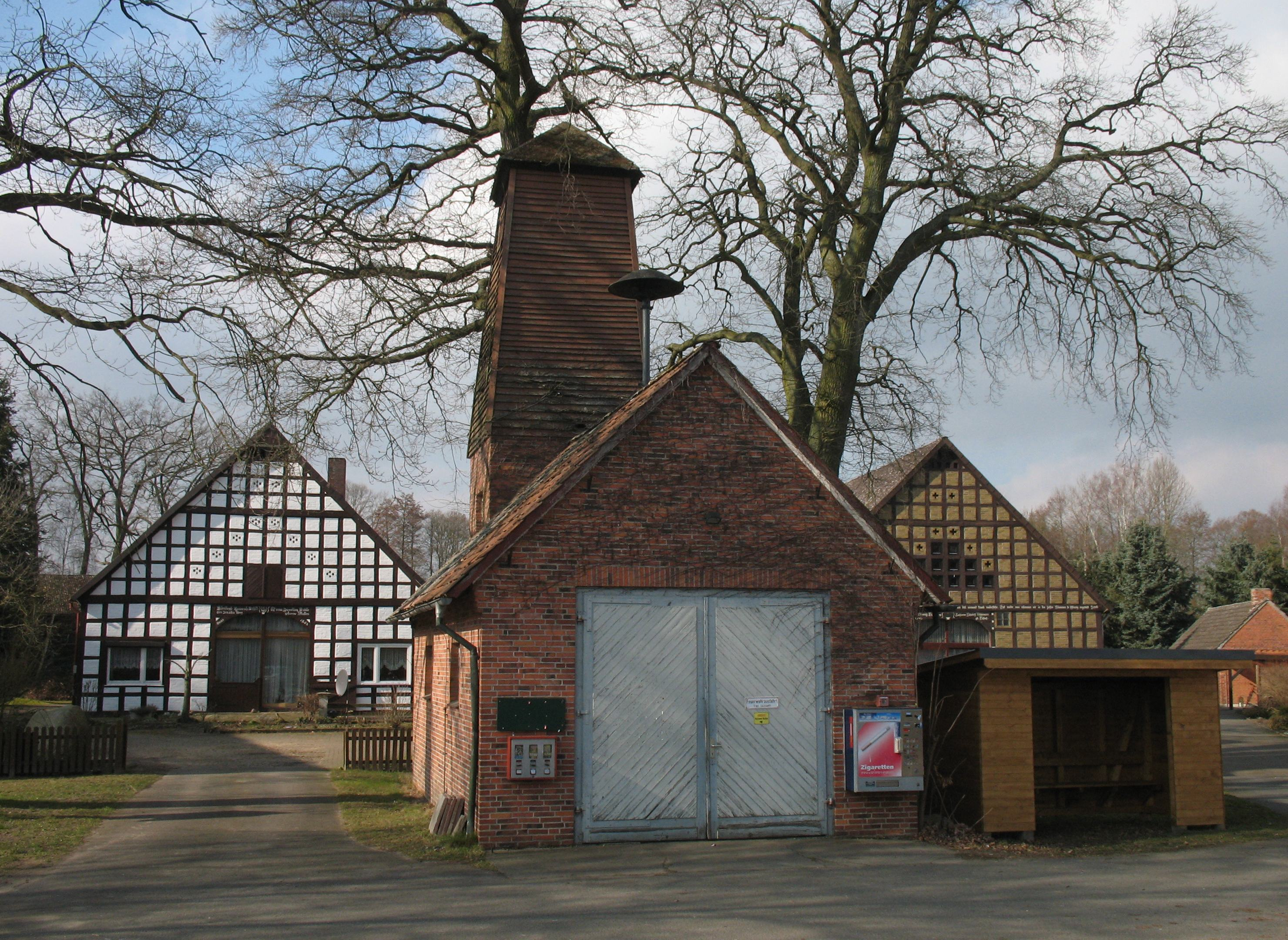
Брезеленц

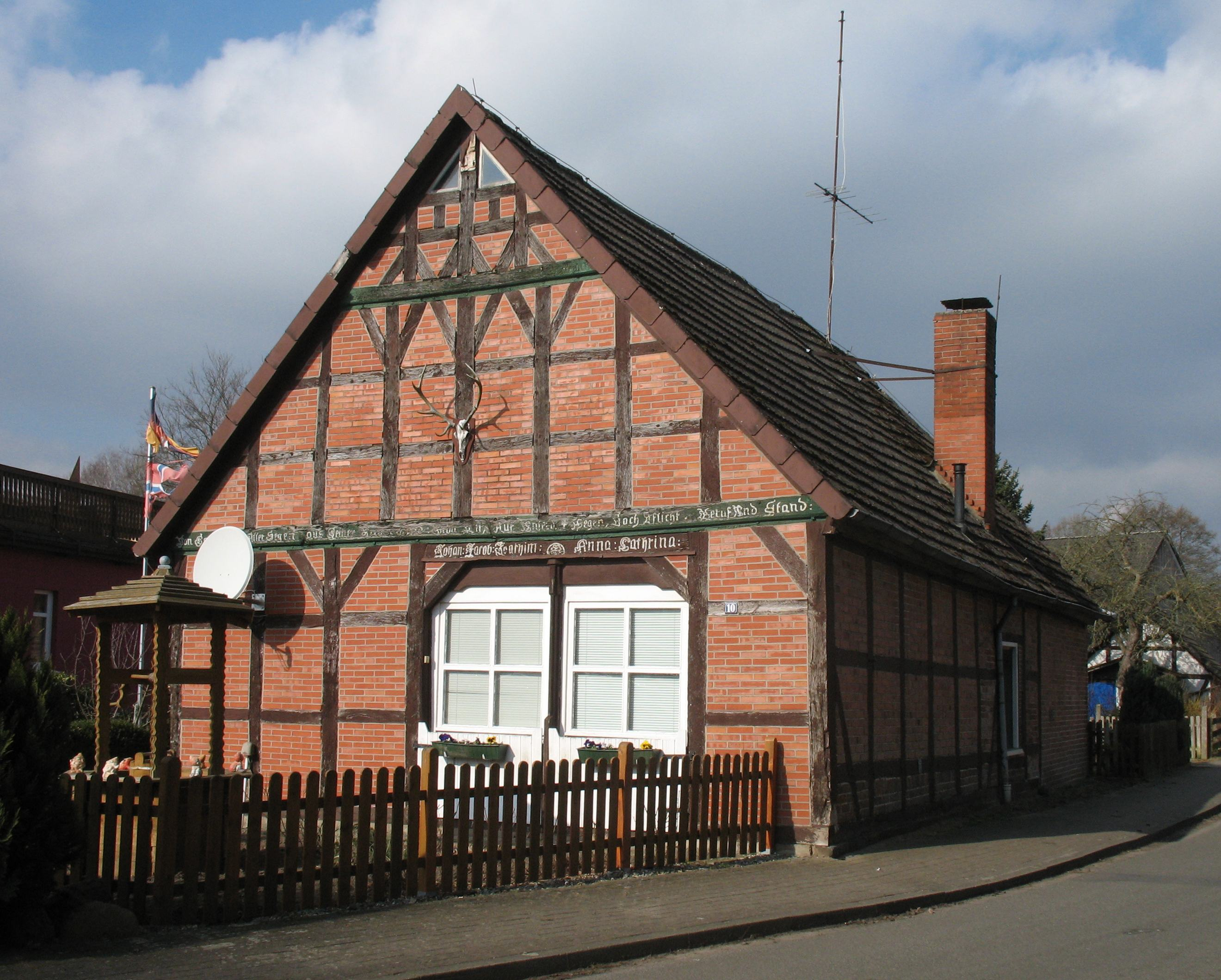
Брезеленц

- Брезе им Брухе (Breese im Bruche)
- Брезеленц (Breselenz)
- Бройстиан (Breustian)
- Ямельн (Jameln)
- Лангенхорст (Langenhorst)
- Мельфин (Mehlfien)
- Платенлаазе (Platenlaase)
- Тайхлозен (Teichlosen)
- Фолькфин (Volkfien)
- Виббезе (Wibbese)